# Odilienkirche (Springen)

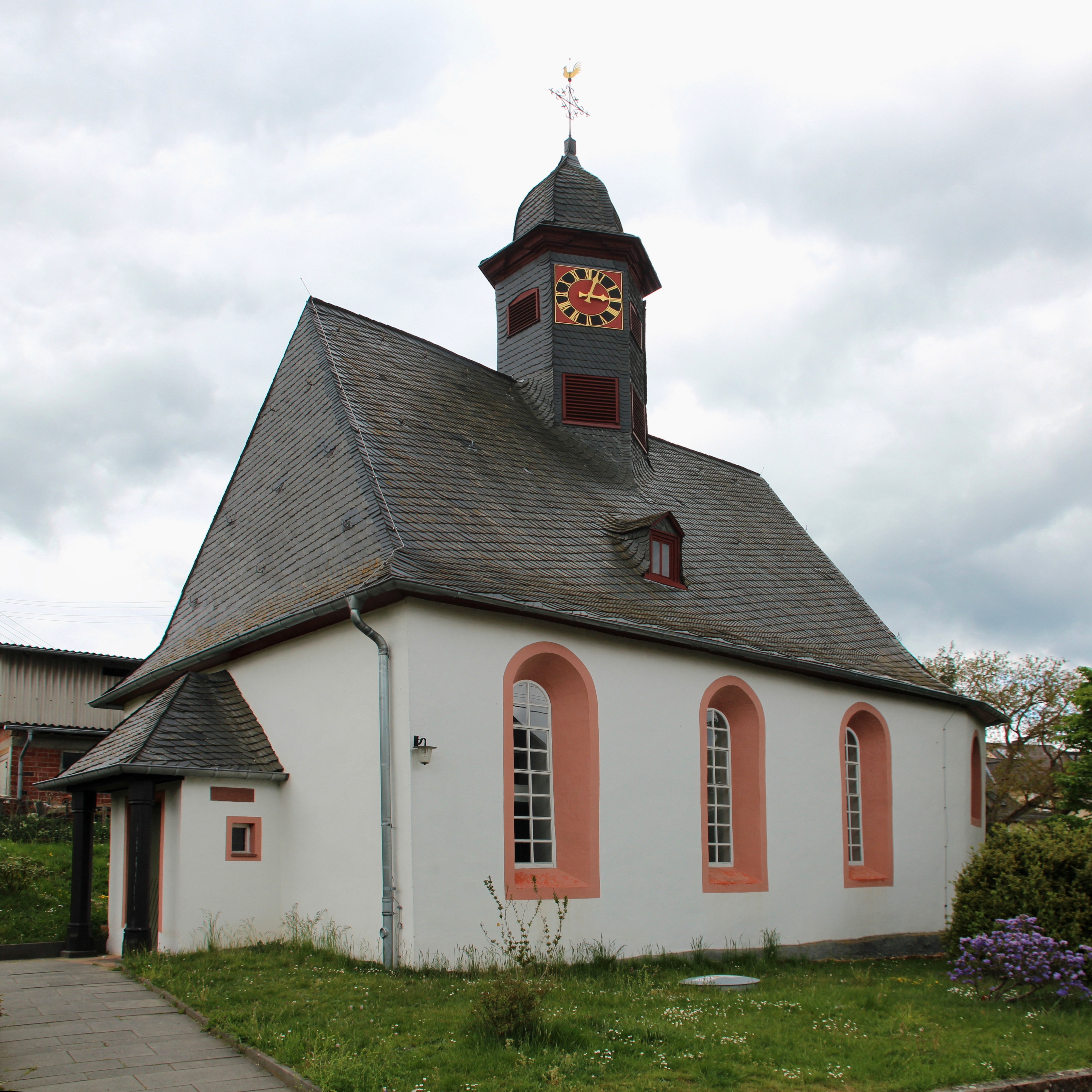
Odilienkirche (Springen)

Die Evangelische Odilienkirche, eine ehemalige Wehrkirche, ist ein denkmalgeschütztes Kirchengebäude, das in Springen steht, einem Ortsteil der Gemeinde Heidenrod im Rheingau-Taunus-Kreis in Hessen. Die Kirchengemeinde gehört zum Dekanat Rheingau-Taunus der Propstei Rhein-Main der Evangelischen Kirche in Hessen und Nassau.

## Beschreibung
Die gotische Saalkirche mit einem 5/8-Schluss des Kirchenschiffs, aus dessen Walmdach sich in der Mitte ein achteckiger, mit einer Glockenhaube bedeckter Dachreiter erhebt, ist im Kern eine ehemalige mittelalterliche Wehrkirche des 12./13. Jahrhunderts. Nach dem Umbau von 1843, bei dem der Chorbogen von 1528 entfernt, das rundbogige Portal an der Südwand vermauert und durch den Eingang im Anbau an der Westseite ersetzt wurden, und dem von 1936, bei dem in die Südwand große Bogenfenster eingebrochen wurden, ist vom gotischen Kernbau kaum etwas sichtbar. 
Der mit einer verputzten hölzernen Flachdecke überspannte Innenraum hat Emporen an drei Seiten. Die Orgel mit zehn Registern, einem Manual und einem Pedal wurde 1734 von Johann Friedrich Macrander für die Cyriakuskirche in Rödelheim gebaut und 1872 als Geschenk des Gustav-Adolf-Werks nach Springen überführt.